# Kesugihan (Kota Agung Barat)
Kesugihan is een bestuurslaag in het regentschap Tanggamus van de provincie Lampung, Indonesië. Kesugihan telt 551 inwoners (volkstelling 2010).